# Карри, Бернард
Бе́рнард Ка́рри (англ. Bernard Curry; род. 27 марта 1974, Мельбурн) — австралийский актёр, известным по ролям Джейка Стюарта в сериале «Уэнтуорт», Люка Хендли в сериале «Соседи» и Уго Остина в сериале «Домой и в путь». В настоящее время играет роль Джейка Сюаарта в сериале «Уэнтуорт».

## Карьера
Впервые Карри появился в сериале «Соседях» как Люк Хендли и оставался там чуть более года, а затем вернулся в шоу в роли камео в 2005 году в честь двадцатой годовщины программы. Бернард был соавтором и актёром скетч-комедии «Обратная сторона».
В 2002 году Карри снялся в американском фильме «Линия нападения» с Томом Беренджером.
В 2008 году Карри появился в мыльной опере «На ровном месте», сыграв роль Нейта Перретта. В конце того же года Бернард имел небольшую роль Вишну в телесериале «Упакованные к стропилам» телеканала «Seven Network».
В 2009 году он получил роль Уго Остина в телсериале «Домой и в путь». В 2010 году вместе с Джоди Гордон покинул телепередачу.
В 2016 году Карри присоединился к актёрскому составу телесериала «Уэнтуорт» в роли коррумпированного офицера Джейка Стюарта. Карри рассказал, что он почти отказался от роли, так как был занят своей карьерой в Лос-Анджелесе, но его близкий друг Салливан Стэплтон сказал ему пройти прослушивание, поскольку «Уэнтуорт» стал настолько популярен в течение первых трёх сезонов, что он и сделал. Карри присоединился к актерскому составу для съемок в 4 сезоне и оставался до последнего сезона. Карри заявил, что «Уэнтуорт» стал одной из его лучших работ, которая у него когда-либо была.
Карри появился в роли спортивного агента Джесси Рида в первом сезоне американского сериала VH1 «Зажигай!» в 2013 году.
В 2020 году Карри опубликовал в своем Instagram видео, на котором он и несколько других видных деятелей Мельбурна исполнили версию песни «Here Comes the Sun», подняв настроение жителям Мельбурна, находящимся на карантине.
В 2022 году Карри присоединился к актёрскому составу драмы ABC «Дикая река» и снялся в телесериале 2023 года «Парк безумных развлечений».
В 2024 году Карри был объявлен в составе актерского состава «Ледяной дороги 2».

## Фильмография
| Год           | Название                        | Роль                   | Примечания                     |
| ------------- | ------------------------------- | ---------------------- | ------------------------------ |
| 1995-96, 2005 | Соседи                          | Люк Хендли             | 171 эпизода                    |
| 2001          | Блонд                           | помощник директора Джи |                                |
| 2001          | Прощание смерти                 | Джером Делони          |                                |
| 2001          | Жало                            | Доктор Джеймс Стил     | 1 эпизод                       |
| 2002          | The Road from Coorain           | Боб                    | 1 эпизод                       |
| 2002          | Обратная сторона                | различные образы       | 8 эпизодов                     |
| 2002          | Линия нападения                 | Джонни Хейнес          |                                |
| 2003          | КрашБёрн                        | Глен                   | 1 эпизод                       |
| 2003          | МДА                             | Трой Делмер            | 1 эпизод                       |
| 2005          | Щенок                           | Айден                  |                                |
| 2006          | Синие подручные                 | Эндрю Гиллфллен        | 1 эпизод                       |
| 2007          | Король                          | Джон Уэсли             |                                |
| 2008          | На ровном месте                 | Нейт Перотт            | 10 эпизодов                    |
| 2008          | Упакованные к стропилам         | Вишну                  | 2 эпизода                      |
| 2009          | Удовлетворение                  | Джек                   | 4 эпизода                      |
| 2009-10       | Домой и в путь                  | Уго Остин              | 426 эпизодов                   |
| 2009-12       | Красавицы и отличники Австралии | Самого себя            |                                |
| 2012          | Морская полиция: Спецотдел      | Симус Куинн            |                                |
| 2012          | Милые обманщицы                 | Джейми Дойл            | 3 эпизода                      |
| 2013          | Зажигай!                        | Джесси Рид             | 5 эпизодов                     |
| 2013          | Реальный киллер                 | Джек Сильверман        | кинофильм                      |
| 2013, 2016    | Однажды в сказке                | Капитан Лиам Джонс     |                                |
| 2013          | Граничащие с плохим поведением  | Баз                    |                                |
| 2014          | C.S.I.: Место преступления      | Кельвин Тейт           |                                |
| 2014          | Почти Бродвей                   | Зак                    |                                |
| 2014          | Рейвенсвуд                      | Джеми Дойл             | 1 эпизод                       |
| 2015          | Фальсификация                   | Джордж Тёрнер          | 7 эпизодов                     |
| 2015          | Воздействие Земли               | Тим Хариссон           |                                |
| 2016—2021     | Уэнтуорт                        | Джейк Стюарт           | Начиная с 4 сезона, 62 эпизода |
| 2017          | Слепая зона                     | Лоуренс                | 2 эпизода                      |
| 2019—2021     | Моя жизнь - убийство            | Киран Хасси            | 11 эпизодов                    |
| 2019          | Тёмное место                    | Барри                  | Антология фильма               |